# اردال اینونو
اردال اینونو (انگلیسی: Erdal İnönü؛ ۶ ژوئن ۱۹۲۶ – ۳۱ اکتبر ۲۰۰۷) یک فیزیک‌دان و سیاست‌مدار اهل ترکیه بود. او به عنوان نخست وزیر مٶقت ترکیه بین ۱۶ مه و ۲۵ ژوئن ۱۹۹۳ و همچنین به عنوان نایب نخست وزیر از ۱۹۹۱ تا ۱۹۹۳ کار کرد. همچنین از ماه مارس تا اکتبر ۱۹۹۵ اینونو وزیر امور خارجه بود. او در سال ۱۹٨۳ تا ۱۹٨۵ رئیس حزب سوسیال دموکرات SODEP بود و بعد از آن هم رئیس حزب سوسیال دموکراتیک خلق SHP از سال ۱۹٨۶ تا ۱۹۹۳ بود.
اردال اینونو پسر عصمت اینونو دومین رئیس جمهور ترکیه بود. اینونو ابتدا SOPED را در سال ۱۹٨۳ تٲسیس کرد برای اینکه بتواند در انتخابات سرتاسری ۱۹٨۳ رقابت کند. به هر حال، انجمن امن ملی که بعد از کودتای سربازی ۱۹٨۰ تٲسیس شد اینونو را از دایر کردن دفتر منع کرد. ایشان به عنوان رئیس تنازل کرد تا اینکه به عنوان یک سیاستمدار بتواند یک دفتر سیاسی کسب کند.به هر حال از SOPED جلوگیری شد که در انتخابات رقابت کند، که این جریان سبب شد که اینونو برای دومین مرتبه کمی بعد از آن رئیس حزب شود. حزب ایشان در انتخابات محلی ۱۹٨۴ رقابت کرد و مرتبه دوم با ۲۳.۴% رٲی را کسب کرد. در سال ۱۹٨۵ دو تا حزب سوسیال دموکراتیک و حزب خلق ادغام شدند و در سال ۱۹٨۶ اینونو به عنوان رئیس حزب سوسیال دموکراتیک خلقSHP انتخاب شد. درانتخابات پارلمانی ۱۹٨۶ SHP مرتبه سوم را با ۲۲.۷% رٲی را کسب کرد و اینونو به عنوان نماینده پارلمان و به نمایندگی حوزه ازمیر انتخاب شد. وی به عنوان تنها کاندید SHP موفقیت را به دست آورد.
بعد از انتخابات سرتاسری ۱۹۹۱ SHP با حزب سلیمان دمیرل باسم حزب عدالت DYP ائتلاف کردند و اینونو نایب نخست وزیر شد. وی به زودی به عنوان نخست وزیر در سال ۱۹۹۳ دست به کار شد بعد از اینکه دمیرل در انتخابات به عنوان رئیس جمهور برگزیده شد. بعد از اینکه در انتخابات حزب عدالت تانسو چیلر به عنوان رئیس حزب برگزیده شد و ایشان با حکومت ائتلاف کرد، اینونو به نایب نخست وزیری ادامه داد تا اینکه از ریاست حزب خود در سال ۱۹۹۳ استعفا داد. بعد از آن اینونو به عنوان وزیر امور خارجه در سال ۱۹۹۵ خدمت کرد.

## زندگی اولیه
وی از دانشکاه آنکارا در رشته علوم فیزیکی در سال ۱۹۴۷ فارغ‌التحصیل شد و دکترای خود را از دانشکده تکنولوژی کالیفرنیا سال ۱۹۵۱ به دست آورد.بعد از بازگشت به ترکیه، اینونو به عنوان دستیار اول پروفسور در دانشگاه آنکارا بین ۱۹۶۴ و ۱۹۷۴ خدمت کرد.

## بعد از استعفا دادن
در تابستان ۱۹۹۳ اینونو اعلام کرد که دیگر او در انتخابات آینده خود را به عنوان رئیس حزب نامزد نمی‌کند. طی چهارمین جلسه حزب در ۱۱ و ۱۲ سپتامبر ۱۹۹۳، اینونو از ریاست حزب استعفا داد و همچین ایشان از کار خود در حکومت استعفا داد. مراد کارایالچین جانشین اینونو در هر دو پست شد. بعد از این واقعه اینونو رٲی به یک حزب جدید باسم حزب جمهوری خواه خلق داد. در حزب جمهوری خواه خلق اینونو لقب افتخاری رئیس دریافت کرد. در سال ۱۹۹۵ اینونو به سمت وزارت امور خارجه نصب شد.

## زندگی بعدی
اردال اینونو بیشتر به این خاطر معروف بود که درباره تاریخ علوم در دوران سلطنت امپراطوری عثمانی و جمهوری ترکیه تحقیقاتی به انجام رسانید و نوشته‌هایی به رشته تحریر درآورد. همچنین اینونو از سال ۲۰۰۴ تا ۲۰۰۷ در دانشگاه Sabanci و دانشکده Feza Gursey تدریس کرد.

## مرگ
اینونو در حالیکه از بیماری سرطان خون معالجه می شد، در ۳۱ اکتبر ۲۰۰۷ در شهر هیوستون از ایالت تگزاس در آمریکا زندگی را بدرود گفت. جسد اینونو را به ترکیه برگرداندند و بعد از اینکه در آنکارا مراسم تشییع جنازه برای ایشان برگزار کردند و در استانبول در مسجد تشویقیه نماز جنازه را بر ایشان خواندند، در روز ۲ نوامبر ۲۰۰۷ جسدش را در آرامگاه زنجیرلیکویو به خاک سپردند.